# بابلو دورادو
بابلو دورادو (بالإسبانية: Pablo Dorado) (22 يونيو 1908 في مونتيفيديو ، الأوروغواي – 18 نوفمبر 1978 في مونتيفيديو، الأوروغواي) لاعب كرة قدم أوروغواياني كان يجيد اللعب في مركز المهاجم .
ساهم دورادو في تتويج منتخب الأوروغواي ببطولة كأس العالم لكرة القدم 1930 التي استضافتها بلاده . في المباراة النهائية أمام منتخب الأرجنتين استطاع افتتاح أهدافها في الدقيقة 12 عندما سدد الكرة بين رجلي حارس المرمى خوان بوتاسو  لتصبح النتيجة 1-0 وبذلك يصبح أول لاعب يسجل في مباراة نهائية لبطولة كأس عالم وانتهت المباراة بالفوز 4-2 .
لعب دورادو لنادي بيلا فيستا في الأوروغواي و ريفر بليت في الأرجنتين من 1927 إلى 1934 .

## روابط خارجية
- بابلو دورادو على موقع الاتحاد الدولي (مؤرشف)  (الإنجليزية)
- بابلو دورادو على موقع قاعدة بيانات كرة القدم.إي يو (الإنجليزية)
- بابلو دورادو على موقع ناشيونال فوتبول تيمز (الإنجليزية)
- بابلو دورادو على موقع عالم كرة القدم.نت (الإنجليزية)